# Berliner Gramophone

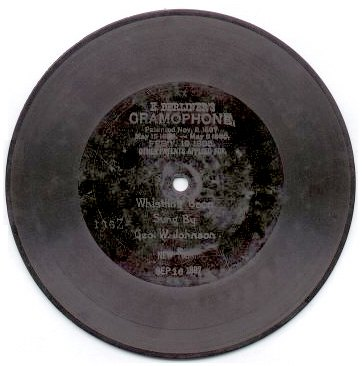
Disco de la Berliner Gramophone con una grabación del cantante George W. Johnson (1897)

Berliner Gramophone, cuyos discos se identifican con el nombre "E. Berliner's Gramophone" grabado como logotipo, fue la primera (y durante casi diez años la única) firma discográfica del mundo. Sus discos se reproducían en el gramófono inventado por Emile Berliner, que compitió con el fonógrafo de cilindros de cera patentado por Edison, que todavía eran el sistema de reproducción sonora más común en la década de 1890.

## Historia
Emile Berliner obtuvo las patentes estadounidenses 372.786 y 382.790 sobre el gramófono el 8 de noviembre de 1887 y el 15 de mayo de 1888 respectivamente. Este hecho fue anterior a la organización de la North American Phonograph Company, que produjo por primera vez grabaciones de cilindros para su venta al público, por lo que el sistema de grabación de discos planos de Berliner es más o menos contemporáneo del sistema de cilindros, aunque Berliner necesitó algo más de tiempo para comenzar a producir sus discos en América. Aunque con sede en Washington D. C., la primera empresa de Berliner consistió en una colaboración desarrollada en 1889 en Alemania con Kämmer & Reinhardt, un fabricante de juguetes. El gramófono producido por Kämmer & Reinhardt utilizaba discos de goma endurecida de 5 pulgadas, y algunos de estos discos y máquinas se exportaron a Inglaterra. Una grabación de 1890 de "Twinkle, Twinkle Little Star", probablemente realizada por el propio Berliner, es el disco más antiguo de la biblioteca de la BBC, y en su momento se pensó que era el disco más antiguo del mundo, aunque esta circunstancia ha sido refutada desde entonces. La asociación con Kämmer & Reinhardt no duró mucho tiempo, aunque no se sabe exactamente cuando finalizó.

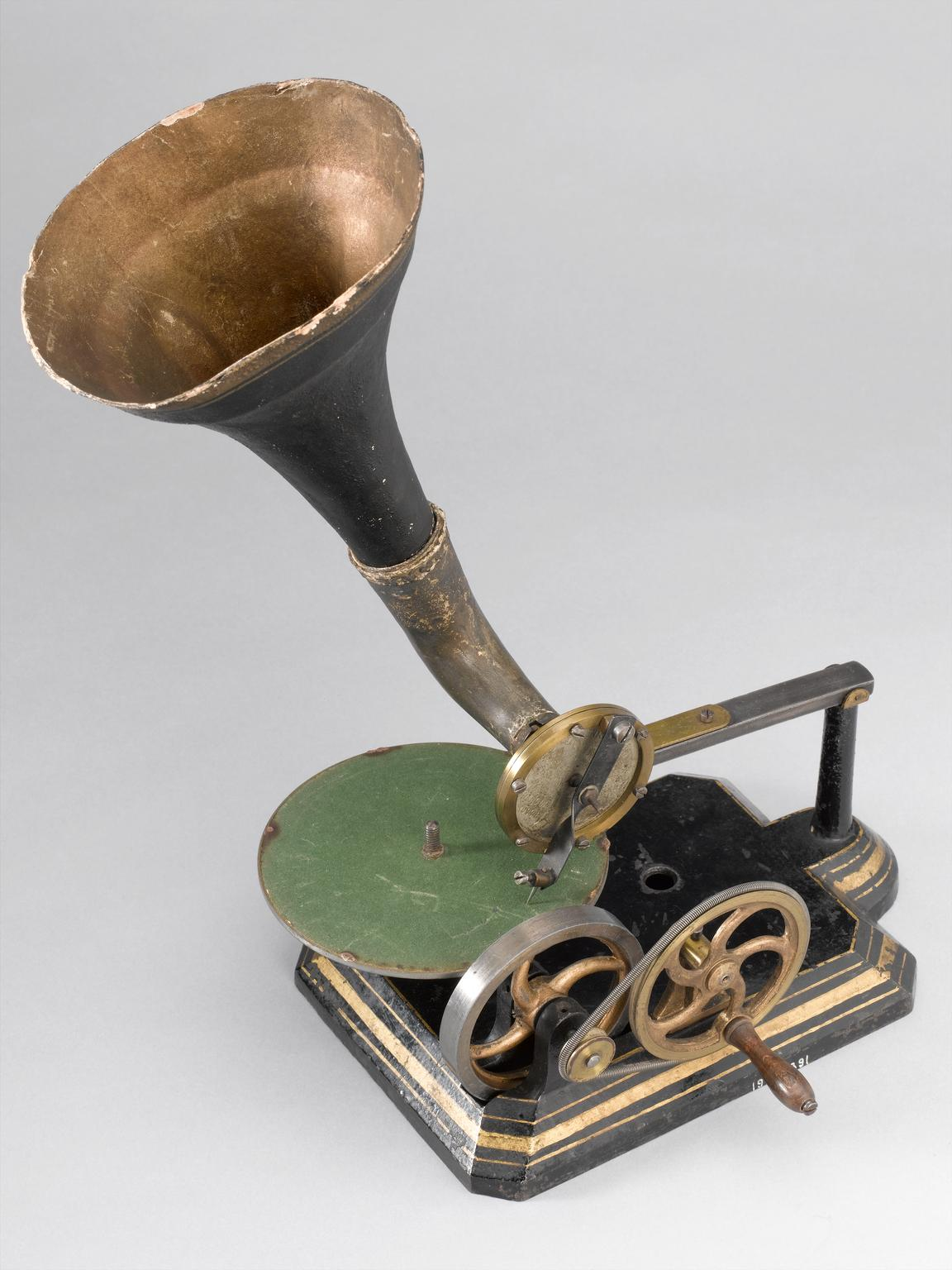
Gramófono de manivela fabricado por "Kämmer & Reinhardt" en 1890, de la colección del Museo de Ciencias de Londres

A principios de la década de 1890, Berliner intentó fundar su primera compañía estadounidense, la American Gramophone Company, en la ciudad de Nueva York, pero su proyecto fracasó antes de poder lanzar una sola máquina o disco. De regreso en Washington D. C., Berliner lo intentó de nuevo con el nombre de "United States Gramophone Company", y comenzó a fabricar máquinas y discos de goma endurecida de 7 pulgadas en 1894. También se fabricaron algunos discos de celuloide. En 1895, el caucho endurecido fue reemplazado por un compuesto de goma laca, que con varias fórmulas similares siguió siendo el material estándar utilizado en la grabación de discos hasta que se introdujeron en la década de 1930 los primeros discos de vinilo, inicialmente reservados solo para su uso en la radio y otras aplicaciones especiales. A partir de 1896, los gramófonos de Berliner fueron producidos por el fabricante de máquinas Eldridge Johnson, con sede en Filadelfia, quien agregó un motor de cuerda para impulsar la plataforma giratoria, que hasta entonces se hacía girar a mano. Berliner también abrió una oficina en la ciudad de Nueva York junto con Frank Seaman y O. D. LaDow, formando la National Gramophone Company.
Por aquel entonces, las grabaciones maestras se realizaban en placas de zinc, que luego se galvanizaban, produciéndose una "matriz" en negativo (con el relieve invertido) que permitía estampar los discos en serie. Berliner sufrió un gran revés cuando la planta de masterización de Washington D. C. se incendió el 29 de septiembre de 1897, destruyendo un centenar de másteres todavía sin publicar y todo su equipo de fabricación de discos. Sin embargo, Berliner consiguió reiniciar la producción en unos pocos meses, trasladando algunos procesos de la producción discográfica a Filadelfia.
Los discos de Berliner eran de una duración muy reducida (especialmente si se comparan con los posteriores formatos habituales de los discos de vinilo), y cada disco de 7 pulgadas de una sola cara tenía una duración de unos dos minutos. El máximo absoluto dependía de la velocidad, que no estaba estandarizada y variaba desde alrededor de 75 rpm a 70 rpm habituales, hasta un mínimo de 60 rpm. Durante la mayor parte de la década de 1890, los cilindro de fonógrafo de cera marrón de pequeño diámetro de la competencia se grabaron a aproximadamente 120 rpm, con una capacidad de unos tres minutos, aunque las grabaciones de esta duración eran poco comunes. A finales de la década, los fabricantes de cilindros comenzaron una transición a velocidades más altas, principalmente para producir un sonido más fuerte que pudiera competir mejor con el gramófono, que permitía obtener un nivel sonoro considerablemente más elevado (los cilindros generalmente se escuchaban a través de tubos de escucha individuales tipo estetoscopio que producía un sonido relativamente débil, en lugar de utilizar una bocina). Pronto se estableció una nueva velocidad de cilindro estándar de 160 rpm, lo que redujo el tiempo máximo de reproducción a poco más de dos minutos, haciendo que perdiese su ventaja inicial de una mayor duración con respecto a los discos de Berliner.
A medida que la popularidad del gramófono comenzó a aumentar, Berliner se vio obligado a lidiar con los infractores de sus patentes. En 1898 tuvo que intervenir para que se cerraran al menos dos empresas que se estaban apropiando indebidamente de su modelo de negocio, y en algunos casos, de sus productos. En 1899 descubrió que su asociado Frank Seaman estaba detrás de una máquina llamada Zonophone, que parecía una réplica exacta del Gramophone. Furioso, Berliner cortó todo el suministro de sus productos a Nueva York, lo que resultó ser un error fatal. Seaman respondió judicialmente por incumplimiento de contrato, y en junio de 1900 el tribunal emitió una orden contra Berliner y la United States Gramophone Company. Aunque después Berliner intentó anular la orden judicial en varios procedimientos, finalmente se vio forzado a abandonar el negocio de los gramófonos en los Estados Unidos.
Berliner transfirió sus patentes a Eldridge Johnson, quien luego cambió el nombre comercial de la compañía por el suyo, aunque Berliner retuvo una participación en la nueva empresa. En marzo de 1901, Johnson registró el nombre Víctor Talking Machine Company y lanzó la marca a finales de año, que ya en 1905 había recuperado el liderazgo en el negocio de discos en los Estados Unidos, mientras que en 1906 el Zonophone de Seaman estaba prácticamente fuera del mercado.

## Intereses extranjeros
En 1895, el cómico Billy Golden presentó a Berliner a Fred Gaisberg, quien con Barry Peter Owen (un socio de confianza dentro de la National Gramophone Company), contribuyó a consolidar los intereses de Berliner en el extranjero. Aunque la asociación alemana con Kämmer & Reinhardt había terminado mucho tiempo atrás, Berliner todavía tenía patentes en Alemania e Inglaterra. En 1898, Owen fundó la filial de Berliner en Inglaterra que finalmente tomó el nombre de Gramophone & Typewriter Ltd.; en 1931, esta fue una de las empresas que se incorporó a EMI. Ese mismo año, Gaisberg estableció la filial alemana de Berliner como la Deutsche Grammophon; que se convertiría en la compañía discográfica más longeva de la historia hasta que fue adquirida finalmente por Universal Music Group en 1999. Gaisberg también fundó una subsidiaria de la compañía de Berliner en San Petersburgo, Rusia.
Por su parte, la "E. Berliner Gramophone de Canadá" se fundó en 1899. Primero se ubicó en el edificio Aqueduct Street de la Northern Electric en Montreal, y comenzó a comercializar grabaciones y gramófonos al año siguiente. En 1904 se estableció como la Compañía Berliner Gram-o-phone de Canadá. Las primeras grabaciones comercializadas procedían de másteres grabados en los Estados Unidos, hasta que se estableció un estudio de grabación en Montreal en 1906.
El nombre de Berliner como sello discográfico duró más tiempo en Canadá. En 1918, el hijo de Emile Berliner, Herbert Berliner, dejó la Berliner Gram-O-Phone y fundó la Compo Company. El hermano menor de Herbert, Edgar, continuó como director ejecutivo de la Berliner Gram-o-phone. En 1924, la estadounidense Víctor adquirió la Berliner canadiense, y se convirtió en la Victor Talking Machine Company de Canadá. Emile Berliner murió en 1929, el mismo año en que RCA se hizo con el control de Víctor, y Edgar Berliner renunció a la RCA canadiense en 1930.
Las instalaciones de Berliner Gram-o-phone en Montreal, un complejo de edificios en el 1001 de la rue Lenoir y en el 1050 de la rue Lacasse en el distrito de St-Henri, se convirtieron en el hogar de RCA Victor Canadá durante las siguientes décadas, desarrollando y produciendo productos de alta tecnología como sistemas de retransmisión de radio por microondas, satélites de comunicación o equipos de transmisión de televisión. Desde la disolución de RCA en 1986, los edificios se han convertido en un desarrollo comercial y de oficinas multiusos, en el que está situado el Museo Emile Berliner, que documenta la historia del hombre, su empresa y del conjunto de edificios. El histórico Studio Víctor de grabación ubicado allí todavía permanece activo.

## Legado y Preservación
La variedad de material en los registros de Berliner era más amplia que la disponible en las compañías de cilindros en la década de 1890. Naturalmente, Berliner estaba bien provisto de las típicas selecciones de bandas y canciones que se encuentran comúnmente en cilindros, pero también se diversificó en música de piano, ragtime, discursos, sermones, solos instrumentales y algún material etnográfico en una escala mayor que sus competidores. Desde el principio, las filiales europeas de Berliner se volcaron en la ópera y en la música clásica, géneros explotadas solo indirectamente por las compañías de cilindros estadounidenses, al menos en la década de 1890.
Documentar la producción de American Berliner ha demostrado ser una tarea abrumadora, ya que los registros originales son artículos de colección escasos y la empresa empleó un sistema de numeración por bloques que parece tener poco sentido. Aunque se las conoce comúnmente como "matrices de Berliner", no disponen de numeración de serie, sino que se identifican mediante un número de catálogo que se mantenía para cada tema, incluso si un título determinado era grabado de nuevo por otro artista. Las regrabaciones posteriores generalmente reciben un sufijo de letra, generalmente "WZ" para las primeras versiones. La fecha de grabación o procesamiento de la matriz generalmente se inscribía en el área de la etiqueta, pero como Berliner no empleaba etiquetas de papel, a veces la información es difícil de leer. En marzo de 1899 se inició un nuevo y sencillo sistema de numeración, más o menos secuencial, en el que cada número tenía un cero inicial (nunca utilizado anteriormente) y una letra como sufijo, que cuando estaba presente, indicaba la categoría, por ejemplo, "A" para las marchas tocadas por bandas, "F" para música de banjo, o "N" para cuartetos vocales. Las matrices extranjeras de Berliner emplearon estrategias completamente diferentes, y muchas de ellas han sido documentadas por el discógrafo Alan Kelly.
En 2014, el EMI Archive Trust anunció una iniciativa en línea que recopilaría información sobre los registros de Berliner en todo el mundo. Tienen lo que parece ser la mayor concentración de registros de las grabaciones de la compañía en un mismo lugar, con cerca de 18.000 artículos en gran parte recopilados por Fred Gaisberg en los primeros años de la empresa. Otra gran concentración de producciones de la Berliner canadiense está en manos de la Biblioteca Nacional de Canadá, que gestiona la página de internet Virtual Gramophone con acceso público a sus grabaciones, aunque su atención se centra principalmente en los artistas canadienses.

## Artistas que grabaron en Berliner
Entre los artistas notables que grabaron para Berliner, figuran:
- Auguste Aramini
- John Yorke Atlee
- Buffalo Bill
- Albert Campbell (cantante)
- George Club
- Arthur Collins
- Cousins y DeMoss
- Cullen y Collins
- Charles D'Almaine
- Will F. Denny
- Diamond Quartette
- S.H. Dudley
- Edward M. Favor
- George J. Gaskin
- Billy Golden
- George Graham (cómico)
- Coro de Graus Mountain
- Lil Hawthorne
- Russell Hunting
- George W. Johnson
- Dwight L. Moody
- Vess L. Ossman
- Arthur Pryor
- Dan W. Quinn
- Len Spencer
- Banda de John Philip Sousa
- U.S. Marine Band

## Lecturas relacionadas
- Bryan, Martin F.  Informe a la Phonothèque Québécoise sobre la búsqueda de documentos de archivo de Berliner Gram-O-Phone Co., Victor Talking Machine Co., R.C.A. Victor Co. (Montreal), 1899-1972 . Ed aumentada adicionalmente. Montreal: Phonothèque Québécoise, 1994. 19, [1] p.